# Comté de Yarriambiack
Le comté de Yarriambiack est une zone d'administration locale située dans l'ouest de l'État du Victoria en Australie.
Il résulte de la fusion en 1995 des comtés de Warracknabeal, de Karkarooc, et partiellement des comtés de Dunmunkle et de Wimmera.
Le comté comprend les villes de Hopetoun, Murtoa et Warracknabeal.